# سسک تاج‌طلایی تنریف
سسک تاج‌طلایی تنریف (نام علمی: Regulus regulus teneriffae)، (که گاهی به‌عنوان گونه‌ای جداگانه، R. teneriffae در نظر گرفته می‌شود) یک پرنده گنجشک‌سان بسیار کوچک از تیرهٔ سسکان تاجی است، که بسیار شبیه به سسک تاج‌طلایی است، اما با نوار مشکی وسیع‌تری در سرتاسر پیشانی، بخش زیرتنه کمی تیره‌تر و نوک بلندتر است. در جزایر قناری تنریف و لا گومرا زادآوری می‌کند، جایی که ساکن غیرمهاجر است. جنگل‌های کاج جزیره قناری را ترجیح می‌دهد، اما در جنگل‌های لوریسیلوا نیز وجود دارد.